# Landkreis Vaihingen
Der Landkreis Vaihingen war ein Landkreis in Baden-Württemberg, der im Zuge der Kreisreform am 1. Januar 1973 aufgelöst wurde.

## Geografie

### Lage
Der Landkreis Vaihingen lag in der nordwestlichen Mitte Baden-Württembergs.
Geografisch hatte er Anteil an den östlichen Ausläufern des Kraichgaus und des Strombergs. Das Kreisgebiet durchzog von West nach Ost die Enz, ein linker Nebenfluss des Neckars.

### Nachbarkreise
Seine Nachbarkreise waren 1972 im Uhrzeigersinn beginnend im Norden die Landkreise Sinsheim, Heilbronn, Ludwigsburg, Leonberg, der Stadtkreis Pforzheim sowie die Landkreise Pforzheim und Karlsruhe.

## Geschichte
Das Gebiet des Landkreises Vaihingen gehörte bereits vor 1800 überwiegend zu Württemberg sowie zu einigen Reichsritterschaften. Daher gab es auch schon vor 1800 das Oberamt Vaihingen. Weitere Anteile hatten unter anderem die Oberämter Güglingen und Sachsenheim, das Klosteramt Maulbronn und das Stabsamt Derdingen. Nach 1806 gab es vorübergehend einen Kreis Maulbronn mit den Ämtern Vaihingen und Maulbronn. Das Amt Güglingen gehörte seinerzeit zum Kreis Heilbronn, doch wurde es bereits 1808 mit dem Amt Brackenheim vereinigt. 1810 gehörten die Ämter Maulbronn, Vaihingen und Brackenheim zu den Landvogteien an der Enz bzw. am unteren Neckar, ab 1818 zum Neckarkreis, der 1924 aufgelöst wurde. 1934 wurden die Oberämter in Kreise umbenannt und 1938 wurden die Kreise Maulbronn und Brackenheim aufgelöst. Die Gemeinden des Kreises Maulbronn sowie einige Gemeinden des Kreises Brackenheim wurden dem nunmehrigen Landkreis Vaihingen zugeordnet, der aber auch einige Gemeinden an die Landkreise Ludwigsburg und Leonberg abgab.
Nach der Bildung des Landes Baden-Württemberg 1952 gehörte der Landkreis Vaihingen zum Regierungsbezirk Nordwürttemberg.
Mit Wirkung vom 1. Januar 1973 wurde der Landkreis Vaihingen aufgelöst. Der westliche Teil wurde dem neu gebildeten Enzkreis, der östliche Teil und mit ihm die Kreisstadt Vaihingen an der Enz dem vergrößerten Landkreis Ludwigsburg zugeordnet, der Rechtsnachfolger des Landkreises Vaihingen wurde. Eine Gemeinde (Oberderdingen) kam zum Landkreis Karlsruhe.

### Einwohnerentwicklung
Alle Einwohnerzahlen sind Volkszählungsergebnisse.
| Jahr               | Einwohner |
| ------------------ | --------- |
| 17. Mai 1939       | 46.487    |
| 13. September 1950 | 63.455    |

| Jahr         | Einwohner |
| ------------ | --------- |
| 6. Juni 1961 | 75.392    |
| 27. Mai 1970 | 92.463    |

## Politik

### Landrat
Die Landräte des Landkreises Vaihingen 1938–1972:
- 1938–1943: Hermann Bareth
- 1943–1945: mehrere Amtsverweser
- 1945: Ludwig Lörcher (kommissarisch)
- 1945: Julius La Fontaine (kommissarisch)
- 1945–1966: Friedrich Kuhnle
- 1966–1972: Erich Fuchslocher

Die Oberamtmänner des ehemaligen Oberamts sind unter Oberamt Vaihingen aufgeführt.

### Wappen
Das Wappen des Landkreises Vaihingen zeigte in Gold auf einem in zwei Reihen von Rot und Silber geschachten Balken einen schreitenden, blau gekrönten und gezungten roten Löwen, darunter ein sechsschaufeliges schwarzes Mühlrad. Das Wappen wurde dem Landkreis Vaihingen am 22. April 1970 vom Innenministerium Baden-Württemberg verliehen.
Der Löwe entstammt dem Wappen der Kreisstadt Vaihingen, der Schachbalken dem der Stadt Maulbronn, und das Mühlrad ist dem Wappen der Stadt Mühlacker entnommen.

## Wirtschaft und Infrastruktur

### Verkehr
Durch das Kreisgebiet führte keine Bundesautobahn (Die A 8 zog nur wenige Kilometer südlich, bei Wurmberg jedoch unmittelbar an der Kreisgrenze vorbei). Daher wurde er nur durch die Bundesstraßen 10 und 35 und mehrere Landes- und Kreisstraßen erschlossen.

## Gemeinden
Zum Landkreis Vaihingen gehörten ab 1938 zunächst 42 Gemeinden, davon 5 Städte.
Am 7. März 1968 stellte der Landtag von Baden-Württemberg die Weichen für eine Gemeindereform. Mit dem Gesetz zur Stärkung der Verwaltungskraft kleinerer Gemeinden war es möglich, dass sich kleinere Gemeinden freiwillig zu größeren Gemeinden vereinigen konnten. Den Anfang im Landkreis Vaihingen machte am 1. Januar 1970 die Gemeinde Schmie, die in die Stadt Maulbronn eingegliedert wurde. In der Folgezeit reduzierte sich die Zahl der Gemeinden stetig, bis der Landkreis Vaihingen schließlich am 1. Januar 1973 aufgelöst wurde.
Die größte Gemeinde des Landkreises war die Stadt Mühlacker. Die kleinste Gemeinde war Spielberg.
In der Tabelle stehen die Gemeinden des Landkreises Vaihingen vor der Gemeindereform. Die Einwohnerangaben beziehen sich auf die Volkszählungsergebnisse in den Jahren 1961 und 1970.
| frühere Gemeinde            | heutige Gemeinde     | heutiger Landkreis | Einwohner am 6. Juni 1961 | Einwohner am 27. Mai 1970 |
| --------------------------- | -------------------- | ------------------ | ------------------------- | ------------------------- |
| Aurich                      | Vaihingen an der Enz | Ludwigsburg        | 689                       | 1.148                     |
| Diefenbach                  | Sternenfels          | Enzkreis           | 644                       | 779                       |
| Eberdingen                  | Eberdingen           | Ludwigsburg        | 815                       | 1.041                     |
| Ensingen                    | Vaihingen an der Enz | Ludwigsburg        | 1.495                     | 1.832                     |
| Enzberg                     | Mühlacker            | Enzkreis           | 3.332                     | 3.808                     |
| Enzweihingen                | Vaihingen an der Enz | Ludwigsburg        | 2.697                     | 3.223                     |
| Freudenstein                | Knittlingen          | Enzkreis           | 921                       | 1.367                     |
| Großglattbach               | Mühlacker            | Enzkreis           | 831                       | 908                       |
| Gündelbach                  | Vaihingen an der Enz | Ludwigsburg        | 784                       | 868                       |
| Häfnerhaslach               | Sachsenheim          | Ludwigsburg        | 463                       | 500                       |
| Hochdorf                    | Eberdingen           | Ludwigsburg        | 908                       | 1.179                     |
| Hohenhaslach                | Sachsenheim          | Ludwigsburg        | 1.355                     | 1.983                     |
| Horrheim                    | Vaihingen an der Enz | Ludwigsburg        | 1.909                     | 2.248                     |
| Illingen                    | Illingen             | Enzkreis           | 4.211                     | 5.282                     |
| Iptingen                    | Wiernsheim           | Enzkreis           | 694                       | 771                       |
| Kleinglattbach              | Vaihingen an der Enz | Ludwigsburg        | 1.955                     | 2.240                     |
| Kleinvillars                | Knittlingen          | Enzkreis           | 277                       | 273                       |
| Knittlingen, Stadt1         | Knittlingen          | Enzkreis           | 4.077                     | 4.684                     |
| Lienzingen                  | Mühlacker            | Enzkreis           | 1.130                     | 1.551                     |
| Lomersheim                  | Mühlacker            | Enzkreis           | 1.835                     | 2.374                     |
| Maulbronn, Stadt            | Maulbronn            | Enzkreis           | 2.933                     | 4.483                     |
| Mühlacker, Stadt            | Mühlacker            | Enzkreis           | 12.071                    | 14.003                    |
| Mühlhausen an der Enz       | Mühlacker            | Enzkreis           | 882                       | 976                       |
| Nußdorf                     | Eberdingen           | Ludwigsburg        | 1.171                     | 1.438                     |
| Oberderdingen1              | Oberderdingen        | Karlsruhe          | 3.263                     | 4.293                     |
| Oberriexingen, Stadt        | Oberriexingen        | Ludwigsburg        | 1.343                     | 1.580                     |
| Ochsenbach                  | Sachsenheim          | Ludwigsburg        | 661                       | 720                       |
| Ölbronn                     | Ölbronn-Dürrn        | Enzkreis           | 1.211                     | 1.551                     |
| Ötisheim (mit Schönenberg)  | Ötisheim             | Enzkreis           | 3.433                     | 4.059                     |
| Pinache                     | Wiernsheim           | Enzkreis           | 449                       | –                         |
| Riet                        | Vaihingen an der Enz | Ludwigsburg        | 521                       | 778                       |
| Roßwag                      | Vaihingen an der Enz | Ludwigsburg        | 819                       | 894                       |
| Schmie                      | Maulbronn            | Enzkreis           | 608                       | –                         |
| Schützingen                 | Illingen             | Enzkreis           | 689                       | 805                       |
| Serres                      | Wiernsheim           | Enzkreis           | 311                       | 506                       |
| Sersheim                    | Sersheim             | Ludwigsburg        | 2.525                     | 3.300                     |
| Spielberg                   | Sachsenheim          | Ludwigsburg        | 197                       | 243                       |
| Sternenfels                 | Sternenfels          | Enzkreis           | 1.313                     | 1.479                     |
| Vaihingen an der Enz, Stadt | Vaihingen an der Enz | Ludwigsburg        | 6.262                     | 7.850                     |
| Wiernsheim                  | Wiernsheim           | Enzkreis           | 1.344                     | 2.328                     |
| Wurmberg                    | Wurmberg             | Enzkreis           | 1.571                     | 2.025                     |
| Zaisersweiher               | Maulbronn            | Enzkreis           | 793                       | 1.093                     |

Fußnote:
1 Knittlingen und Oberderdingen: jeweils mit einem Teil des Ortes Großvillars

## Kfz-Kennzeichen
Am 1. Juli 1956 wurde dem Landkreis bei der Einführung der bis heute gültigen Kfz-Kennzeichen das Unterscheidungszeichen VAI zugewiesen. Es wurde bis zum 31. Dezember 1972 ausgegeben. Aufgrund der Kennzeichenliberalisierung ist es seit dem 14. Juli 2014 im Landkreis Ludwigsburg erhältlich.